# Adrian Mutu
Adrian Mutu (* 8. Januar 1979 in Călinești, Kreis Argeș) ist ein ehemaliger rumänischer Fußballspieler und heutiger -trainer. Er bestritt insgesamt 424 Spiele in der rumänischen Liga 1, der italienischen Serie A, der englischen Premier League und der französischen Ligue 1. Mit Dinamo Bukarest gewann er im Jahr 2000 die rumänische Meisterschaft und wurde insgesamt viermal zu Rumäniens Fußballer des Jahres gewählt. Als Nationalspieler nahm er an den Europameisterschaften 2000 und 2008 teil. Seit März 2013 ist er gemeinsam mit Gheorghe Hagi Rekordtorschütze seines Landes.

## Karriere

### Vereine
Adrian Mutu begann seine Profilaufbahn 1997 beim FC Argeș Pitești, für den er bereits in der Jugend gespielt hatte. In den folgenden beiden Jahren erzielte er in 41 Partien elf Treffer in der Divizia A, der höchsten rumänischen Spielklasse, und lieferte außerdem viele Torvorlagen, weshalb er in seiner Heimat von vielen schnell als kommender Nachfolger von Gheorghe Hagi gesehen wurde. 1999 wechselte der Rumäne zum Hauptstadtklub Dinamo Bukarest, für den er 1999/2000 in 33 Ligaspielen 22 Treffer erzielte und somit maßgeblichen Anteil am Gewinn der Rumänischen Meisterschaft und des Pokals hatte.
Im Jahr 2000 wechselte Adrian Mutu im Alter von 21 Jahren von Dinamo Bukarest für umgerechnet knapp sechs Millionen Euro zu Inter Mailand. Dort konnte er sich zunächst nicht durchsetzen und landete schließlich 2002 beim AC Parma, wo ihm der Durchbruch gelang. Er bildete dort den Sturm mit dem späteren brasilianischen Nationalstürmer Adriano.

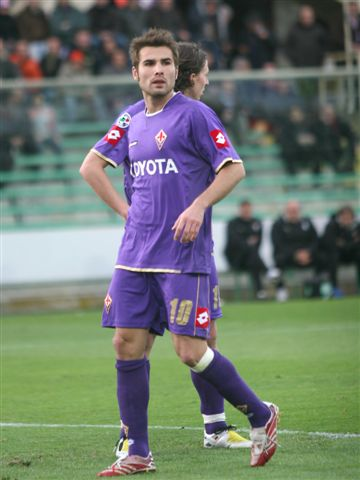
Mutu 2008

Im Jahre 2003 bezahlte der englische Traditionsklub FC Chelsea für ihn über 22 Millionen Euro (er ist damit der teuerste rumänische Fußballspieler). Mutu wurde hier jedoch Kokainkonsum nachgewiesen, und man sperrte ihn daraufhin für sieben Monate für jegliches offizielle Spiel. Chelsea forderte danach eine Entschädigung von 17,2 Millionen Euro von Mutu wegen Vertragsbruchs, worauf ein jahrelanger Rechtsstreit folgte (siehe unten).
Trotzdem verpflichtete ihn im Januar 2005 der italienische Rekordmeister Juventus Turin. Nachdem er seine Sperre verbüßt hatte, kam er im letzten Saisonspiel gegen die US Cagliari zum Einsatz und konnte mit Juve den Gewinn der italienischen Meisterschaft feiern, der jedoch später wieder aberkannt wurde. In der Saison 2005/06 wurde der gelernte Stürmer Mutu von Trainer Fabio Capello oftmals als Mittelfeldspieler (rechte und linke Flanke) eingesetzt, zeigte dabei gute Leistungen und verlor auch seinen Torinstinkt nicht. Die Mannschaft gewann abermals den Scudetto. Nach Saisonende wurden Juventus jedoch beide Titel wegen der Verwicklung in den Manipulationsskandal aberkannt und der Verein musste den Weg in die Serie B antreten. Adrian Mutu wurde daraufhin an die AC Florenz verkauft, im Gegenzug wechselte der Bulgare Waleri Boschinow leihweise zur Juve.
In der Saison 2006/07 war Mutu mit 16 Ligatoren zusammen mit Luca Toni der erfolgreichste Torschütze der Fiorentiner und avancierte zur Führungsfigur. 2007/08 erzielte der Rumäne in 29 Serie-A-Partien 17 Treffer für die Fiorentina und führte mit sechs Toren die Mannschaft bis ins Halbfinale des UEFA-Pokals.
Am 10. und 20. Januar 2010 wurde Mutu erneut positiv auf Doping getestet. In seinem Blut wurde die verbotene Substanz Sibutramin gefunden, die in einem eingenommenen Abführmittel enthalten war. Das Anti-Doping-Gericht des Nationalen Olympischen Komitees Italiens CONI verurteilte ihn am 19. April 2010 zu einer insgesamt neunmonatigen Sperre, die bis Ende Oktober 2010 galt. Der AC Florenz kürzte ihm daraufhin für diese Zeit das Gehalt um 50 Prozent. Am 31. Oktober 2010 setzte ihn sein Verein erstmals nach der Sperre wieder ein, suspendierte ihn jedoch Anfang 2011 aus disziplinarischen Gründen, er hatte unerlaubt das Training verlassen, erneut, diesmal laut Medienberichten endgültig. Mutu sollte umgehend an einen anderen Verein verkauft werden. Nach einer Entschuldigung Mutus begnadigte der Verein ihn jedoch Anfang Februar 2011.
Im Juni 2011 unterschrieb Mutu einen Zweijahresvertrag bei der AC Cesena mit Option auf eine weitere Saison.
Im August 2012 wechselte Mutu zum französischen Erstligisten AC Ajaccio. Dort schloss er die Saison 2012/13 auf dem 17. Platz ab und schaffte damit den Klassenverbleib. Anfang 2014 kehrte er zu Petrolul Ploiești in sein Heimatland zurück. Dort wurde er zum Kapitän der Mannschaft, verpasste jedoch aufgrund einer Verletzung einige Spiele in der Rückrunde. Dann spielte er bei ASA Târgu Mureș. 2016 erklärte Mutu seinen Rücktritt.

### Nationalmannschaft
Adrian Mutu war Stammspieler in der rumänischen Nationalmannschaft. Er erzielte unter anderem das 1000. Tor der rumänischen Auswahl (am 17. August 2005 gegen Andorra). Für die Europameisterschaft 2008 in Österreich und der Schweiz stand Mutu im Kader Rumäniens und nahm damit, nach der Europameisterschaft 2000 zum zweiten Mal an einem großen Turnier teil. Im zweiten Vorrundenspiel gegen Italien erzielte er zunächst ein Tor und scheiterte in der 82. Minute per Foulelfmeter am italienischen Torwart Gianluigi Buffon.
Nach einer Pause von eineinhalb Jahren kehrte Mutu im März 2011 in die Nationalmannschaft zurück und feierte im EM-Qualifikationsspiel gegen Bosnien-Herzegowina sein Comeback. Drei Tage später erzielte er seine Länderspieltore Nummer 30 und 31 und zog damit nach Toren mit Iuliu Bodola gleich, womit er hinter Gheorghe Hagi derjenige Nationalspieler mit den meisten Torerfolgen ist.
Nachdem Mutu das Teamhotel in Rimini zwei Tage vor dem Freundschaftsspiel gegen San Marino unerlaubt mit dem Teamkollegen Gabriel Tamaș verlassen hatte, wurde er am 11. August 2011 wieder von der rumänischen Nationalmannschaft ausgeschlossen.
Mutu wurde im September 2011 wieder in die rumänische Nationalmannschaft aufgenommen. Seit seinem Treffer gegen Ungarn am 22. März 2013 ist er gemeinsam mit Gheorghe Hagi rumänischer Rekordtorschütze.

### Rechtsstreit
Nach seinem ersten positiven Dopingtest wurde Mutu 2004 von Chelsea entlassen. Der Verein forderte von ihm Schadenersatz in Höhe von rund 17 Millionen Euro. Mutu ging mehrfach dagegen vor, unterlag aber 2009 vor dem CAS, danach vor dem Schweizer Bundesgericht und 2018 vor dem Europäischen Gerichtshof für Menschenrechte. Ob Mutu die Summe bezahlte, wurde nicht öffentlich bekannt.

## Erfolge
Mit seinen Vereinen 
- Rumänischer Meister: 1999/2000
- Rumänischer Pokalsieger: 2000
- Italienische Meisterschaft: 2005/06 1

 Individuelle Erfolge und Ehrungen 
- Fußballer des Jahres in Rumänien: 2003, 2005, 2007, 2008
- Italiens Fußballer des Jahres: 2007
- Torschützenkönig der Coppa Italia: 2009/10

## Verweise